# Hans Kehrer
Hans Kehrer (n. 1913, Sânpetru Mic, județul Timiș, Banat – d. 18 decembrie 2009, Berlin ), este pseudonimul artistic al lui Stefan Heinz, actor, poet și dramaturg de limba germană, originar din România.
A urmat gimnaziul real (1924-1928) și școala catolică de învățători (Deutsche Katholische Lehrerbildungsanstalt) Banatia (1928-1932) din Timișoara. A profesat ca învățător în Lenauheim, județul Timiș (1933-1934), iar din 1935 până în 1942 profesor-cantor la Aluniș, județul Arad.
În 1943 a fost numit inspector școlar pentru școlile primare ale germanilor din România, la acea dată subordonate Grupului Etnic German din România. În timpul celui de-al Doilea Război Mondial a fost trimis pe Frontul de Răsărit.
După lovitura de stat de la 23 august 1944, s-a alăturat unui comitet al Grupului Etnic German, de ajutorare a refugiaților, rămânând în Vârșeț, în Districtul Banatul de Sud, în timp ce familia sa a plecat în Germania. În încercarea de a ajunge la familia sa, nu a reușit să tracă de râul Tisa, aflat în zona menținută de trupele sovietice, așa că s-a întors în Banatul românesc, unde a stat ascuns. A supraviețuit ca țesător, zilier și profesor particular, până ce familia sa a putut să revină în România și el s-a putut angaja în 1947 ca profesor la școala confesională din Bărăteaz, județul Timiș. În 1948, ca urmare a naționalizării averilor bisericești și a învățământului confesional, a rămas fără loc de muncă, pe care l-a reprimit, în mod neașteptat, în 1949. În 1951 s-a angajat la școala primară cu predare în limba germană, din Timișoara, dar nu a stat nici acolo mult, deoarece a intrat în conflict cu autoritățile, când a refuzat reorientarea predării pe baze marxist-leniniste, ceea ce i-a adus și o arestare timp de 6 săptămâni.
În 1953 a fost înființată o secție germană la Teatrul Național din Timișoara, secție devenită în 1956 Teatrul German de Stat din Timișoara (Deutsches Staatstheater Temeswar). Secretar literar al instituției a fost Robert Reiter (Franz Liebhard), care a tradus în limba germană împreună cu actorul și dramaturgul Hans Kehrer piesa „Oamenii de azi” de Lucia Demetrius, piesă care a fost pusă în scenă de Rudolf Schati, în 11 decembrie 1953. A lucrat la acest teatru până în 1968.
Din acel moment a participat la punerea în scenă a multor piese, continuând să joace pe scena din Timișoara. Unul din personajele preferate a fost Vetter Matz vun Hopsenitz, prin care interpreta monologuri umoristice în dialectul șvăbesc din Banat. A evoluat în numeroase roluri, în spectacole precum Intrigă și iubire și Wilhelm Tell, de Friedrich Schiller, Minna von Barnhelm, de Gotthold Ephraim Lessing, Romeo și Julieta, de Shakespeare, ș.a.
I-au apărut lucrări și în Banater Schrifttum, almanah editat de Uniunea Scriitorilor din România, sucursala din Timișoara (Nr. 2 (1953), Nr. 3 (1954)).
A fost obligat să execute și comenzi politice, precum Kantate der Freiheit („Cantata libertății”), apărută în Suplimentul cultural al ziarului Neuer Weg cu ocazia celei de a 10-a aniversări a insurecției armate de la 23 august 1944.
Din 1980, Hans Kehrer a trăit în Bielefeld, Germania.
Aflat în Germania, orașul Altusried i-a comandat o piesă de teatru cu titlul Anno 1525 – Bauernkrieg im Allgäu („Anul 1525 - Războiul țărănesc din Allgäu”). Cu această piesă comemorativă au fost date 29 de reprezentații, la care au luat parte până la 500 de actori și 124.000 de spectatori.
Hans Kehrer a fost bunicul regizorului și muzicianului Hanno Höfer.

## Distincții
La data de 26 iulie 2001, el a fost decorat cu "Crucea Federală pentru Merit clasa I" (Bundesverdienstkreuz 1. Klasse) pentru lucrările sale literare și culturale în serviciul de conaționalilor săi vechi și noi.

## Scrieri
Aceasta este o selecție, lista completă este la pagina sa personală de internet.
- Pipatsch - Buch / Prosa in Banater schwäbischer Mundart, Editura Facla Verlag, Timișoara, 1972 (Proză în dialectul șvăbesc din Banat; coautori Nikolaus Berwanger și Ludwig Schwarz)
- Gschichte vum Vetter Matz,Editura Facla, Timișoara, 1979 (semnat Hans Kehrer)
- Im Zangengriff der Zeiten / Ein langes Leben- in kurzen Geschichten ADZ Verlag, București 2001 (semnat Stefan Heinz-Kehrer) [10]

Dramaturgie
- Meister Jakob und seine Kinder (dramatizare de Hans Kehrer după Adam Müller-Guttenbrunn).[11] (1977)
- Die zwei Schwestern. Eine schwäbische Passion (1980)
- Anno 1525 - Bauernkrieg im Allgäu, (1986) [1]